# Lygodactylus scorteccii
Lygodactylus scorteccii este o specie de șopârle din genul Lygodactylus, familia Gekkonidae, descrisă de Pasteur 1959. Conform Catalogue of Life specia Lygodactylus scorteccii nu are subspecii cunoscute.